# Собор Сан-Лоренцо (Генуя)
Генуэзский собор, или кафедральный собор Святого Лаврентия (итал. Duomo di Genova, La cattedrale di San Lorenzo) — римско-католический собор в итальянском городе Генуя. Он посвящен Святому Лаврентию и является резиденцией архиепископа Генуи. Собор был освящён папой Геласием II 10 октября 1118 года и далее строился между XII и XIV веками как средневековое здание с более поздними дополнениями. Боковые нефы и перекрытия выполнены в романском стиле, а главный фасад — в готическом стиле начала XIII века, а колонны нефов датируются началом XIV века. Колокольня и купол были построены в XVI веке.

## История и архитектура
Раскопки на территории вокруг храма выявили стены и мостовые римской эпохи, а также дохристианские саркофаги, что позволяет предположить наличие на этом месте древнеримских захоронений. Легенда гласит, что святой Лаврентий и папа Сикст II останавливались в городе по пути в Испанию, размещаясь в доме, расположенном в районе современного собора.
С IX века церковь, находившаяся рядом с базиликой Двенадцати Апостолов, вначале посвящённой Святому Сиру, епископу Генуи, располагалась за пределами древнего центра города. В 1007 году в церковь, уже носящую имя Святого Лаврентия, было переведено епископство, а с 1098 года началась её реконструкция в романском стиле. Средства поступали от успешных предприятий генуэзского флота в крестовых походах, других военных предприятий и муниципальных налогов.
Строительство собора способствовало урбанизации зоны, которая после строительства стен в 1155 году и слияния трёх древних городских центров (castrum, civitas и burgus) стала сердцем города. Площадь, в отсутствие других общественных площадей и центров светской власти, была единственным общественным пространством города на протяжении всего Средневековья. Здание было освящено 10 октября 1118 года папой Геласием II, а в 1133 году папой Иннокентием II оно было возведено в статус архиепископства.
После пожара 1296 года, спровоцированного сражениями гвельфов и гибеллинов, здание было частично восстановлено, а частично перестроено. Между 1307 и 1312 годами был завершен фасад и началось строительство правой колокольни. Начальный проект предусматривал возведение двух симметричных колокольных башен главного фасада. Левая башня не была достроена, была возведена только нижняя часть, на которую в 1477 году была наложена небольшая лоджия. После облицовки чёрным и белым мрамором в старых генуэзских традициях главный фасад приобрёл характерную «полосатую кладку». Противоположный фасад, выполненный в стиле маньеризма, датируется 1522 годом.
Внутренние колоннады были перестроены с добавлением капителей и «ложного матронея». Романские постройки остались практически нетронутыми, также были добавлены фрески контрфасада.
Между XIV и XV веками были возведены различные алтари и капеллы, в том числе капелла Святого Иоанна Крестителя в северном нефе, предназначенная для размещения мощей святого покровителя города, прибывших в Геную в конце Первого крестового похода.
В 1550 году городские магистраты поручили архитектору Галеаццо Алесси реконструкцию всего здания; однако он выполнил только перекрытие нефа и проходов цилиндрическими сводами, заменившими деревянные фермы, а также купол и перекрытие апсиды.
Строительство собора завершилось в XVII веке. Купол и средневековые части были восстановлены в 1894—1900 годах. Колокольня высотой 60 метров, достроенная в 1522 году, является одной из самых высоких колоколен в Лигурии, на ней проводится концерт семи колоколов, отлитых в разные эпохи, с базовой нотой C3.
Барельефы и горельефы центрального портала изображают Христа Судию (в люнете) в окружении символов четырёх евангелистов, а в архитраве внизу — Мученичество святого Лаврентия; в откосах справа — Древо Иессеево и другие сюжеты. Два каменных льва, установленных по сторонам лестницы, датируются 1840 годом и являются работой скульптора Карло Рубатто.

## Интерьер собора
В интерьере собора можно увидеть многие произведения искусства. Над средней дверью контрфасада находятся две фрески конца XIII — начала XIV веков, изображающие Страшный суд и Прославление Девы Марии. Они выполнены в византийском стиле. Вдоль левого нефа расположена капелла Святого Иоанна Крестителя, перестроенная между 1450 и 1465 годами по проекту архитектора и скульптора Доменико Гаджини.
В правом нефе находится фреска «Тайная вечеря», созданная в 1626 году Ладзаро Тавароне для Оспедале Памматоне, затем отделённая во время сноса здания и перенесённая в собор.
Среди произведений искусства внутри церкви — потолочные фрески в капелле северного нефа работы Луки Камбьязо, «Распятие со святыми» (Видение святого Себастьяна) работы Бароччи; перед органом — «Эпизод из жизни святого Лаврентия» Джованни Андреа Ансальдо; потолочная фреска пресвитерия «Мученичество Святого Лаврентия» написана Ладзаро Тавароне; и «Взятие Девы Марии на небо» (1914) Гаэтано Превиати. Скульптурные произведения включают статую в капелле Святого Иоанна работы Доменико Гаджини; статуи Мадонны и Иоанна Крестителя работы Андреа Сансовино. Другие произведения искусства созданы Маттео Чивитали, Таддео Карлоне, Джакомо и Гульельмо Делла Порта.
В крипте располагается Музей сокровищ собора, в котором хранится коллекцию ювелирных изделий и изделий из серебра с IX в. н. э. до наших дней. Среди наиболее ценных экспонатов — священная чаша (Sacro Catino), привезённая в Геную Гульельмо Эмбриако после завоевания Кесарии и предположительно являвшаяся чашей, которую использовал Христос во время Тайной Вечери.

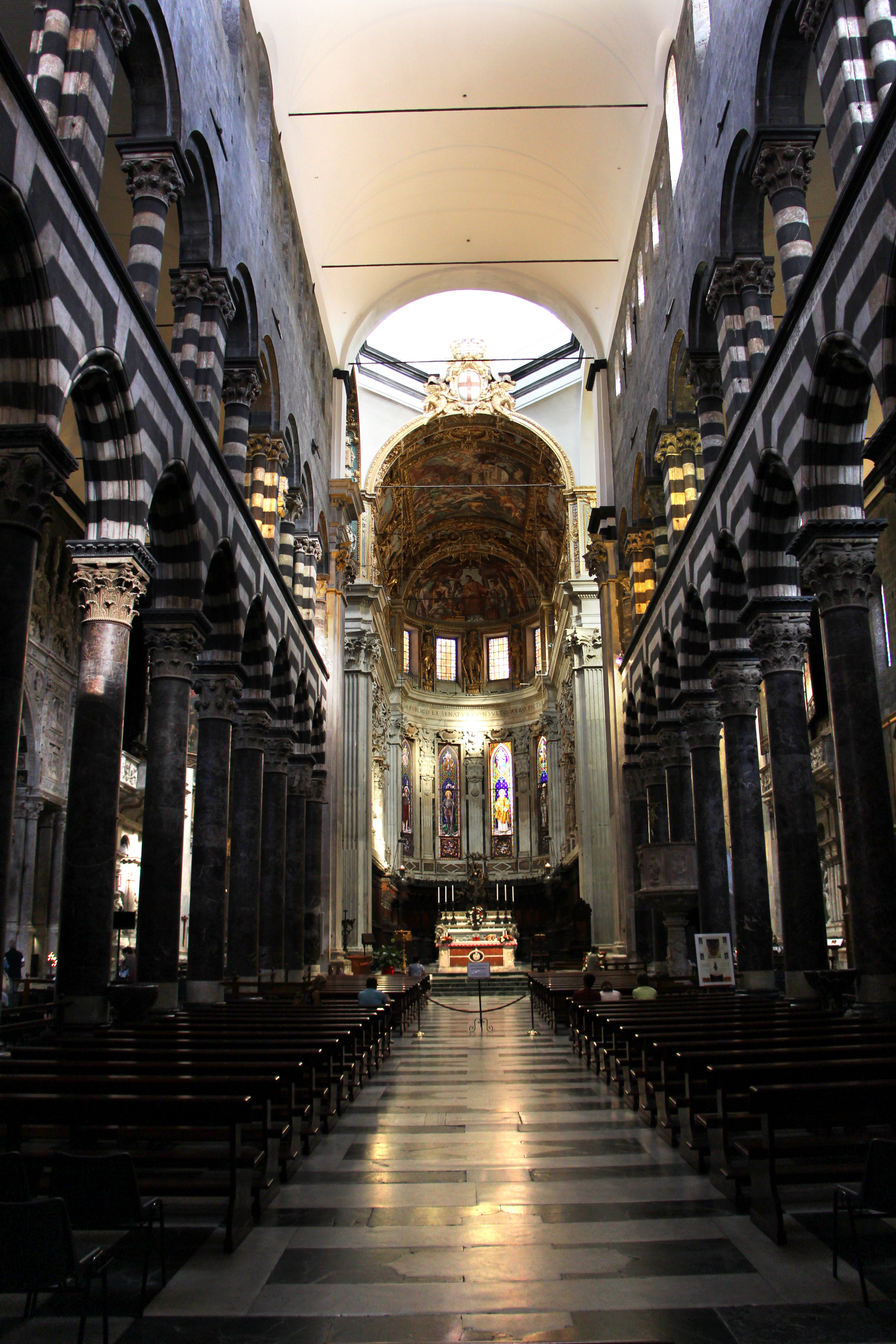
Интерьер. Вид на апсиду
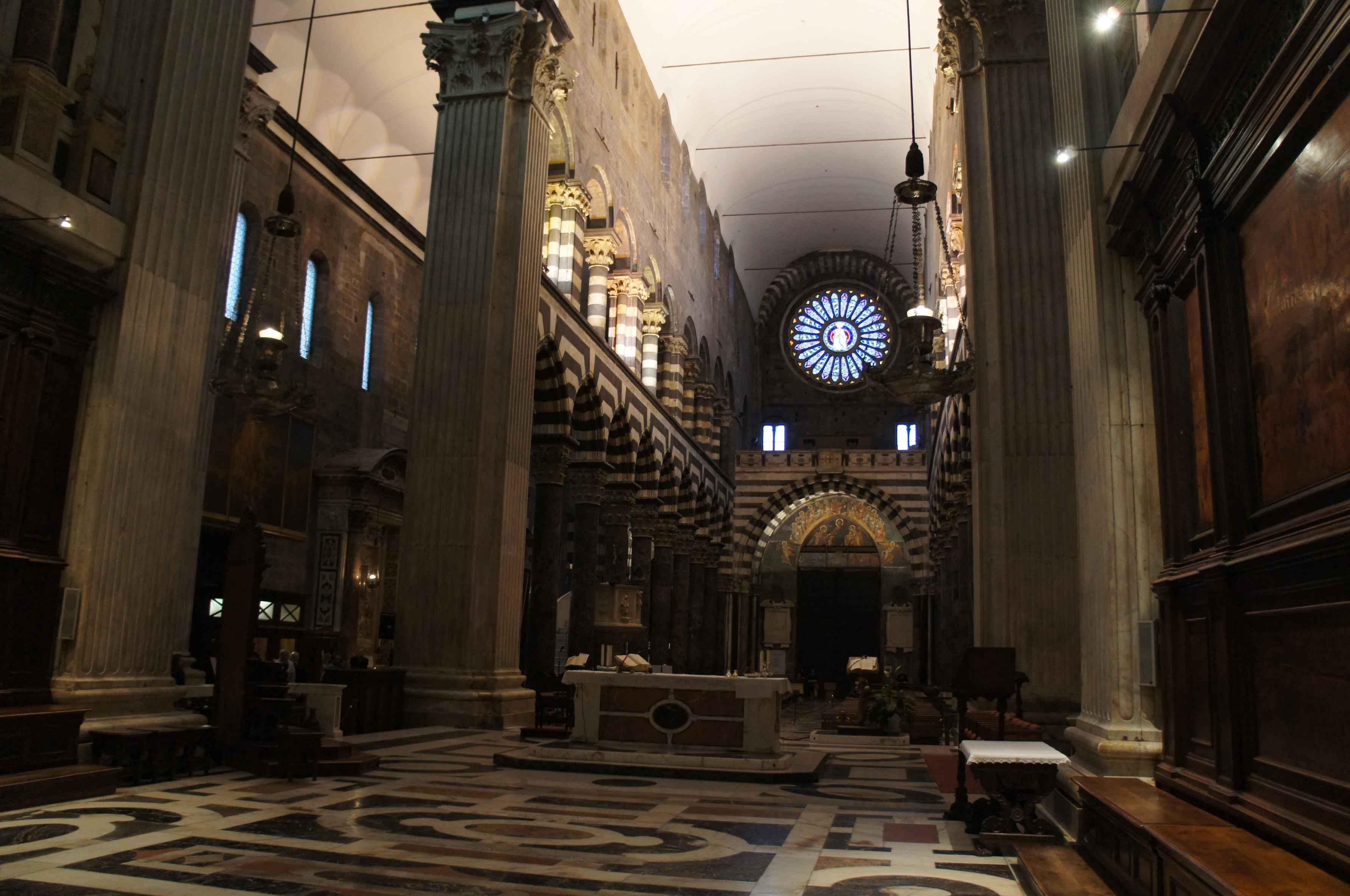
Контрфасад
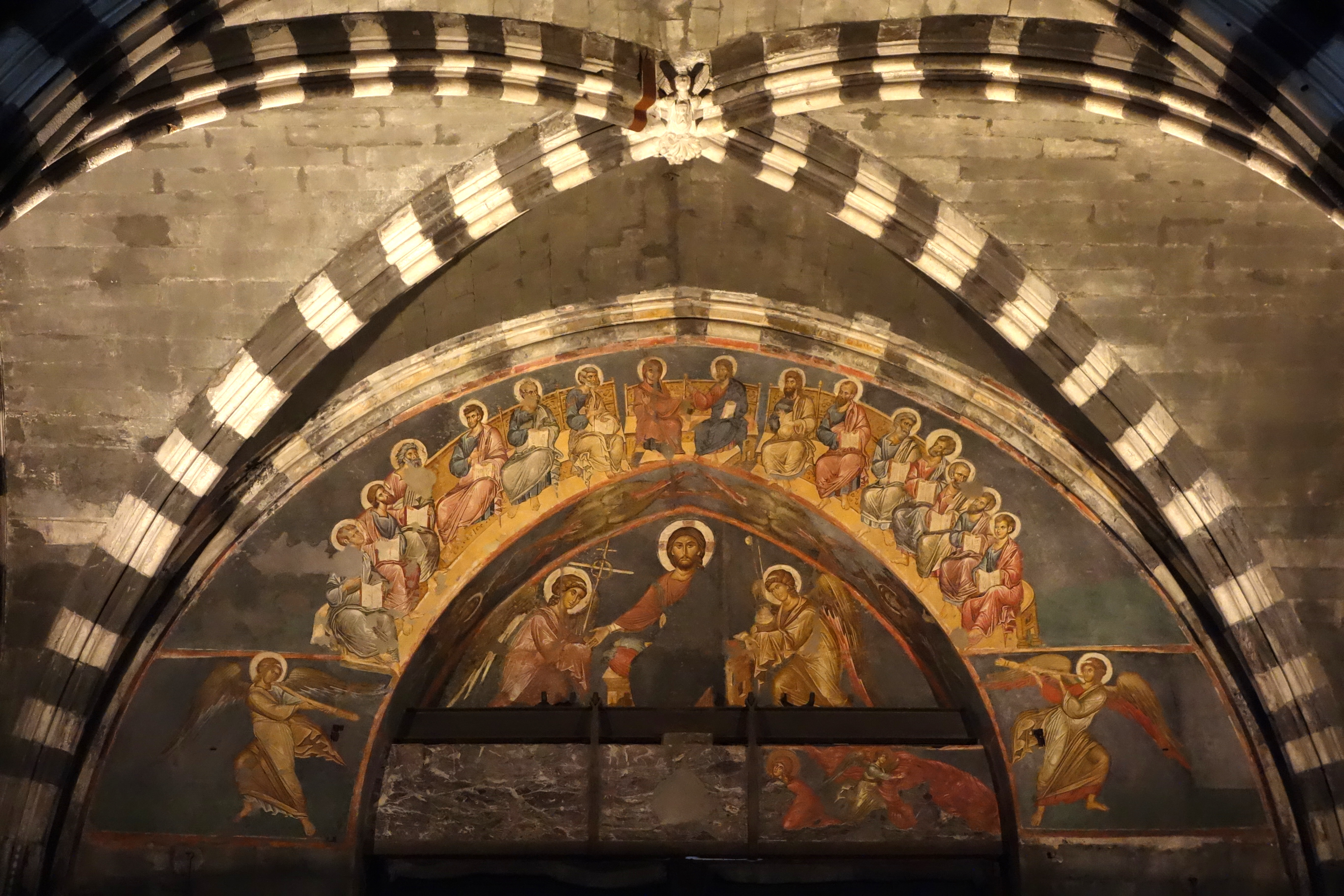
Страшный суд. Фреска люнета контрфасада. XIV в.
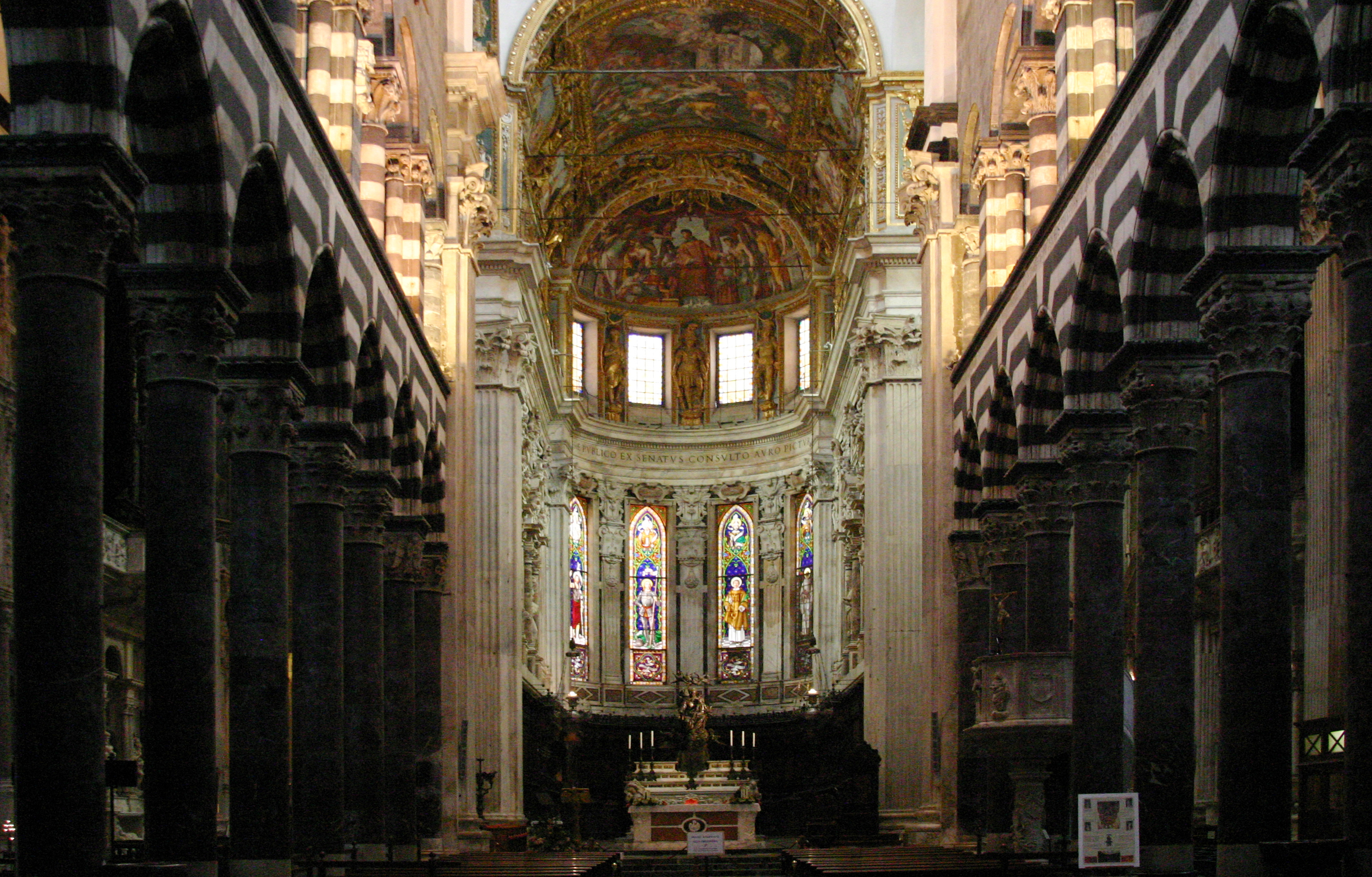
Пресвитерий
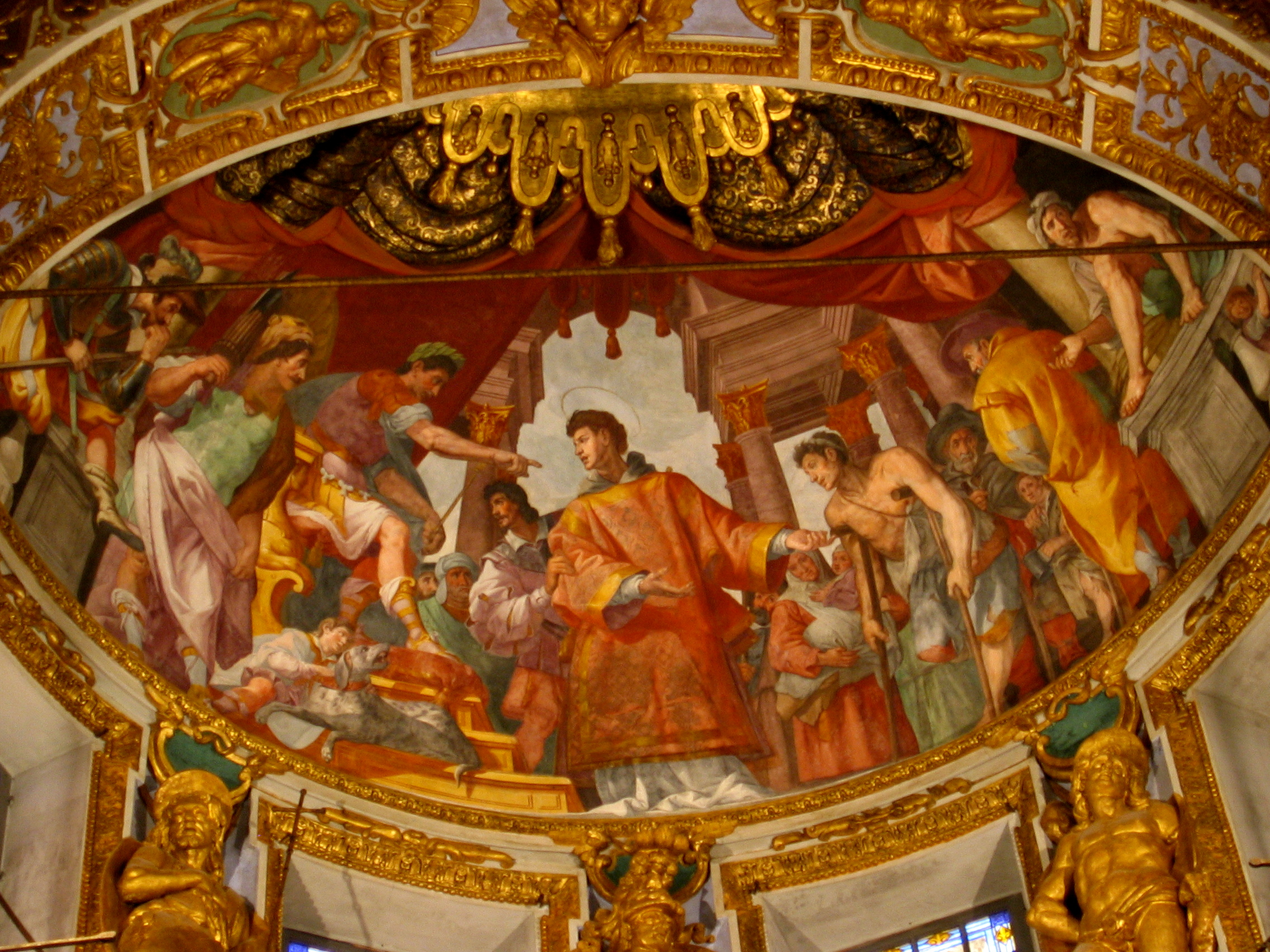
Л. Тавароне. Осуждение Святого Лаврентия. Фреска свода пресвитерия
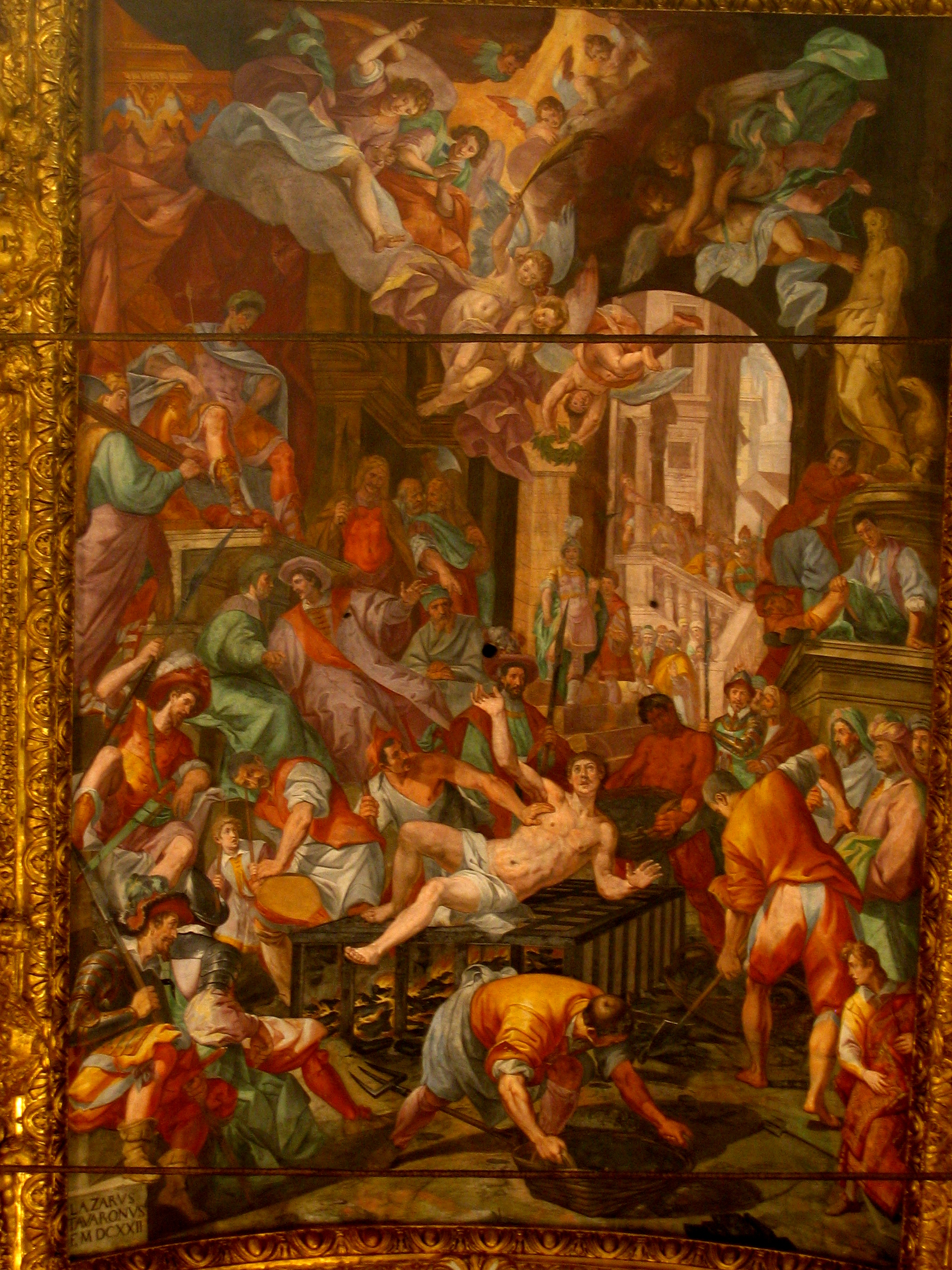
Л. Тавароне. Мученичество Святого Лаврентия. Фреска свода пресвитерия. 1622
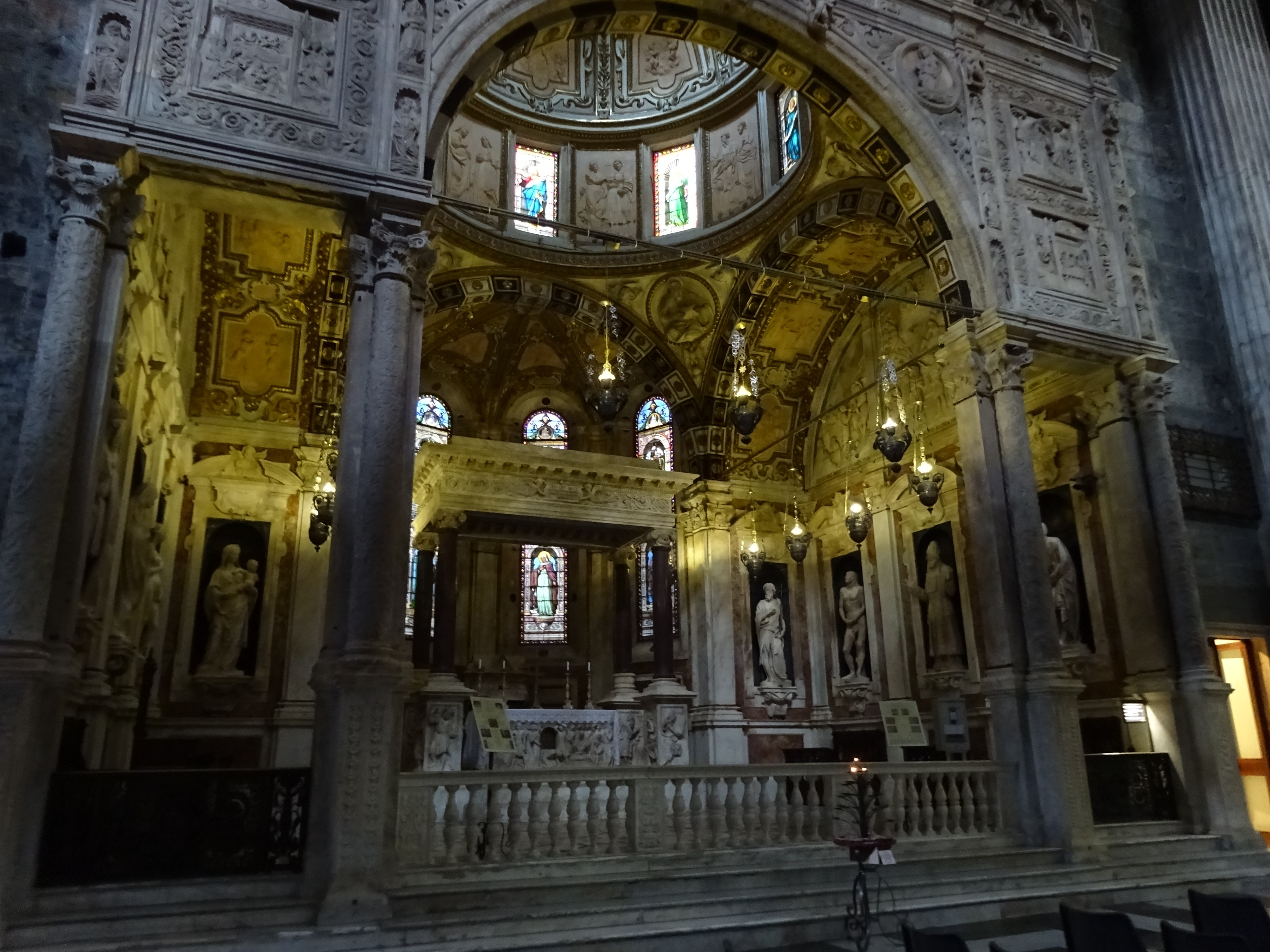
Капелла Святого Иоанна Крестителя. Скульптуры Д. Гаджини. Между 1450 и 1465
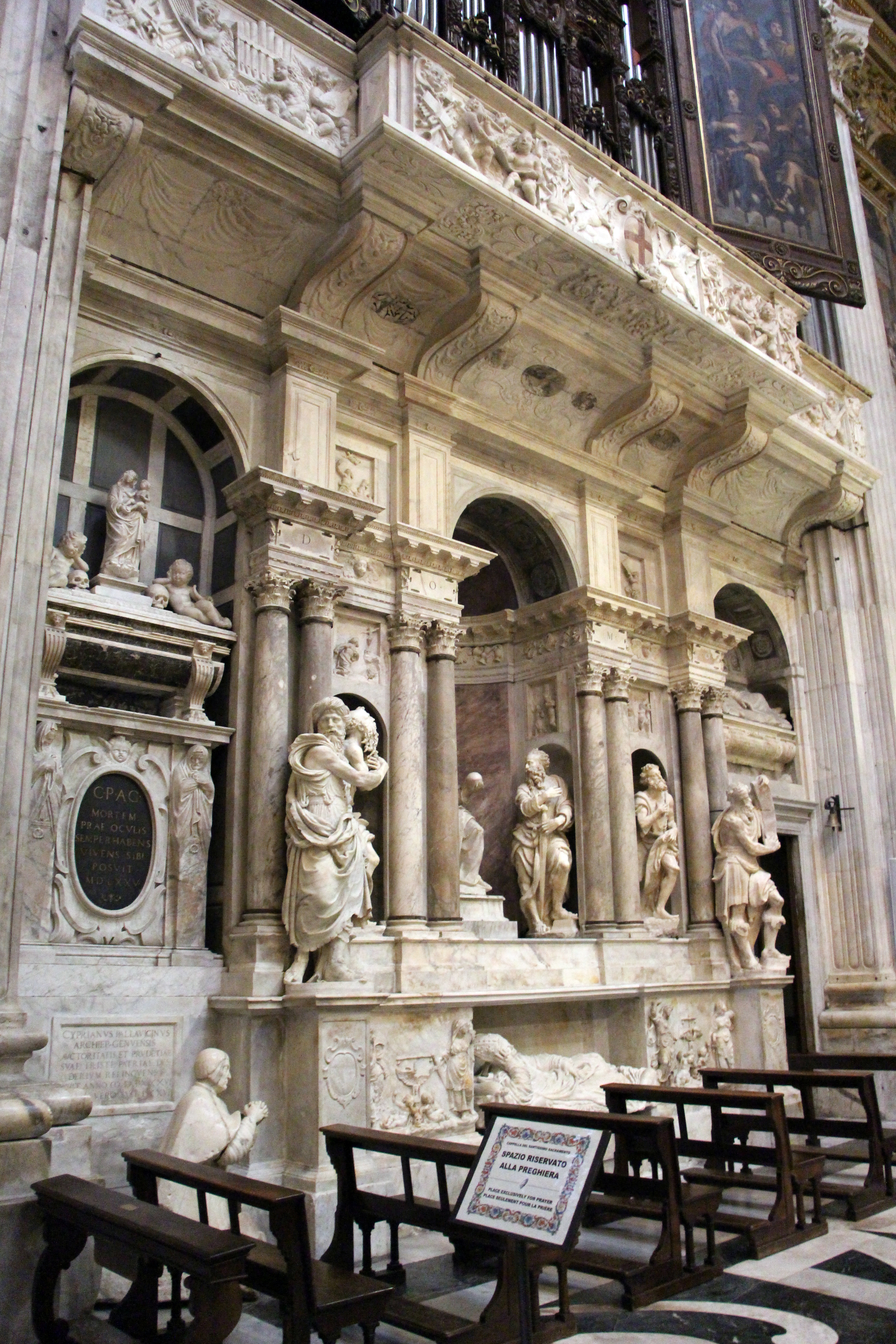
Капелла Чибо. Статуи Гульельмо делла Порта